# Leon Chappelear
Horace Leon Chappelear (Gilmer, 1 augustus 1909 - Gladewater, 22 oktober 1962) was een Amerikaanse zanger, gitarist en bandleider in de jaren dertig en veertig, die actief was in hillbilly, blues, country en jazz. Hij is een van de grondleggers van de western swing.

## Biografie
In 1929 vormde hij met zijn vrienden Joe en Bob Shelton de groep Lone Star Cowboys, waarmee ze optraden voor enkele radiostations. Hij maakte, solo, een opname voor Gennett van het nummer 'Trifling Mama Blues' en begeleidde met de gebroeders Shelton country-ster Jimmy Davis bij opnames voor Bluebird Records. Davis hielp de groep aan een contract bij RCA Victor, wat in 1933 leidde tot swing-opnames van songs als 'Deep Elm Blues'. Na onenigheid met de Sheltons vormde hij een nieuwe groep met een violist, twee gitaristen, klarinet, banjo en bas, waarmee hij meer de jazz-kant uitging. Met zijn Leon's Lone Star Cowboys maakte hij in 1935 plaatopnames voor Decca Records. Na een auto-ongeluk was Chappelear nooit meer dezelfde. Met verschillende groepssamenstellingen trad hij nog wel op en nam hij, tot 1937, op voor Decca. Zijn muzikale carrière raakte echter in het slop en hij was achtereenvolgens politieagent en installateur, maar maakte als Leon Chappel een comeback met de groep Lone Star Ramblers. Hij werd door Jimmy Davis gevraagd bij zijn band te komen, kreeg dankzij Davis zelfs een contract met Capitol Records, waarvoor hij enkele singles opnam, waaronder 'True Blue Poppa'. In die tijd had hij een paar baantjes, en na beëindiging van het contract door Capitol verdween hij in de anonimiteit. Chappelear bleef gezondheidsproblemen houden en nadat zijn huwelijk op de klippen was gelopen, maakte hij een eind aan zijn leven.

## Discografie
- Automatic Mama (compilatie Capitol-opnames 1950-1953), Capitol, 2001
- Western Swing Chronicles, volume 2(compilatie 1932-1938), Origin Jazz Library, 2002